# Kourtakis

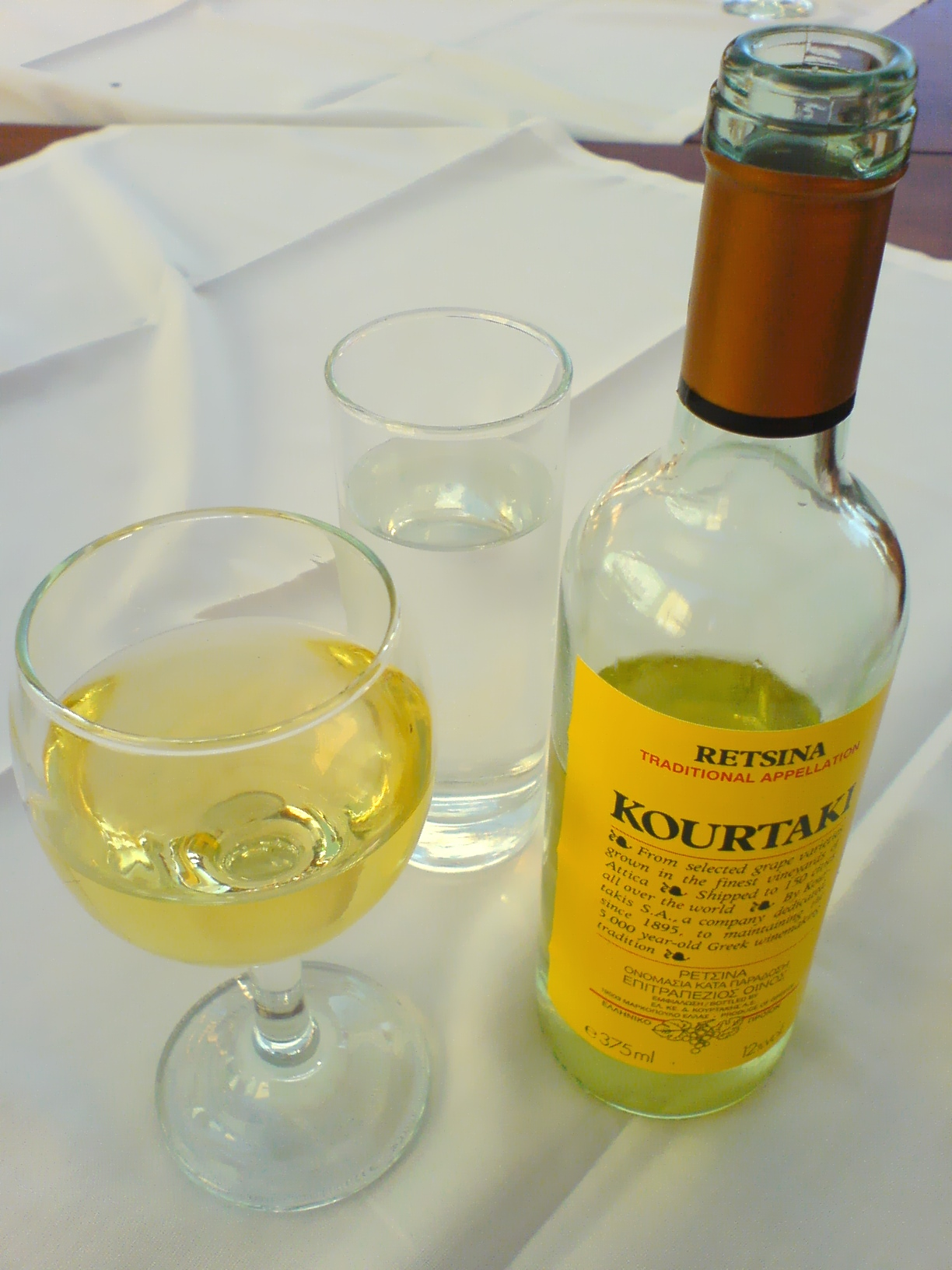
Kourtaki-Retsina

Greek Wine Cellars D. Kourtakis S.A. (griechisch Ελληνικά Κελλάρια Οίνων - Δ. Κουρτάκης) ist ein griechischer Hersteller von Weinen (→ Weinbau in Griechenland), der die Weingüter Kourtaki und Calliga sowie die Marken Apelia und Kouros umfasst. Das Unternehmen entstand nach dem Kauf des kefalonischen Weingutes Calliga durch Kourtaki Wines in den 1990er-Jahren. Sitz des Unternehmens ist Markopoulo Mesogeas in Attika.

## Geschichte
Das Unternehmen wurde 1895 von dem ersten diplomierten griechischen Önologen Dr. Vassilis Kourtakis (1865–1946) als kleine Weinkellerei gegründet. Diese beschränkte sich zunächst auf die Produktion des vor allem in Attika beliebten Retsina-Weines, der an Tavernen im ganzen Land ausgeliefert wurde. Erst Dimitris Kourtakis, der Sohn des Gründers, begann mit dem Abfüllen in 500-ml- und 750-ml-Flaschen. Heute wird die Firma in dritter Generation von Vassilis Kourtakis (Enkel des Gründers) geführt.
In den 1960er Jahren und 1970er Jahren war das Unternehmen Marktführer in Griechenland mit über 60 Millionen Flaschen im Jahr. Später wurden die Weine in zwei Produktlinien getrennt: Apelia für Tafelweine und Kouros für Qualitätsweine von den Inseln Kreta, Samos und Santorin. Nach der Übernahme des Calliga-Weingutes wurde Greek Wine Cellars als Dachgesellschaft gegründet.

## Unternehmen
Das Unternehmen beschäftigt 250 Festangestellte und hat mit Kourtakis Deutschland GmbH und Kourtakis Japan LTD. zwei Auslandsniederlassungen. Jährlich werden rund 30 Millionen Flaschen Wein produziert, davon geht die Hälfte in den Export. Ausgeliefert wird an 10.000 Kunden, darunter J Sainsbury und Mercian Corporation. Die Lufthansa reicht auf internationalen Flügen Kourtakis-Weine.